# Psilochorus murphyi
Psilochorus murphyi là một loài nhện trong họ Pholcidae. Loài này được phát hiện ở México.